# Nuno Nazareth Fernandes
Nuno da Nazareth Fernandes de Cerqueira ComM (Lisboa, 24 de junho de 1942) é um compositor, letrista, cartoonista, fotógrafo, poeta e guionista português.

## Biografia
Nasceu em Lisboa, filho de Alice da Nazareth Fernandes e Luis Cerqueira Ferreira, e neto de Agostinho Fernandes, industrial de conservas e mecenas do século XX, fundador da Portugália Editora.
Compositor, letrista, cartoonista, fotógrafo, poeta e guionista, é sobretudo conhecido pelas suas participações nos Festivais RTP da Canção (que venceu por três vezes, com as canções O Vento Mudou, Desfolhada Portuguesa e Menina), pelos sketches dos programas televisivos Eu Show Nico e EuroNico e como autor de texto e música de inúmeras Revistas, num percurso de mais de quatro décadas entre os mundos do Disco, da Rádio, da Televisão e do Teatro. 
Em todos esses campos trabalhou com os mais variados autores e poetas, com destaque para José Carlos Ary dos Santos com o qual escreveu, entre muitas, aquela que é considerada uma das mais belas canções da música portuguesa: Canção de Madrugar. Cumpriu serviço militar, como oficial do Serviço de Material, primeiro na Fábrica Militar de Braço de Prata, e, depois, no Comando Territorial da Guiné, hoje República da Guiné-Bissau, no Batalhão de Engenharia (BENG-447), que se localizava em Bissau, entre os Comandos e os Adidos. Nessa ocasião existia no Batalhão de Engenharia um agrupamento musical designado por BENG-447 que actuou em diversos palcos, tanto militares como civis.
Fez parte da Direcção e Administração da Sociedade Portuguesa de Autores ao longo de sete anos. Considera-se um "estudioso compulsivo" de História, principalmente no que diz respeito à de Portugal e da Ordem do Templo. Enviuvou por duas vezes, tem três filhos, 3 netos e 2 netas. Lisboeta reside atualmente em São Domingos de Rana. 
"Chamam ao Telefone o Senhor Doutor Afonso Henriques" (ed. Zéfiro, 2008), não sendo o seu primeiro livro, é, contudo, o seu primeiro romance.
É licenciado em Engenharia Mecânica (Aeronáutica) pelo Instituto Superior Técnico. É adepto do Sporting Clube de Portugal.

### Funções maçónicas
Nazareth Fernandes foi, nos anos 80, um dos nove fundadores da Grande Loja Legal de Portugal – uma obediência reconhecida pela Grande Loja Unida de Inglaterra. Entrou primeiro, em Junho de 1980, para o Grande Oriente Lusitano, mas uns tempos depois saiu e com outros ‘irmãos’ fundou esta nova maçonaria. Foi expulso em 2018.

## Prémios e reconhecimento
Viu a 27 Março de 2019 juntamente com outras 35 personalidades do Teatro o seu nome gravado na calçada portuguesa da Praça da Alegria na cidade de Lisboa, homenagem feita pelo presidente da junta de freguesia de Santo António, Vasco Morgado. 
A 11 de abril de 2023, foi agraciado com o grau de Comendador da Ordem do Mérito.
É autor do tema Se...(de Repente), uma das 150 canções, que constam na antologia, As Palavras das Canções, organizada por João Calixto, editada com o apoio da Sociedade Portuguesa de Autores. 

## Obras
É autor das obras: 
- C'est dejá l'Automne  (1965)
- Tout ne peut changer: valsa a dois tempos (1965)
- Espiritualidade, música e maçonaria : Mozart e a flauta mágica / Trovão do Rosário, Nuno Nazareth Fernandes (2002)
- Chamam ao telefone o Senhor Doutor Afonso Henriques (2008)
- Mens agitat molem: para a história da Maçonaria Regular em Portugal / textos Nuno Nazareth Fernandes...  (2013)
- Uma Sonata em Praga (2021)
- Fomos felizes em Cartago (2023)

Na música destacam-se: 
- Lamen, le vent, le sable, letra e música de Nuno Nazareth Fernandes (1965)
- O vento mudou: Eurovisão 1967, música de Nuno Nazareth Fernandes, versos de João Magalhães Pereira. Lisboa, Valentim de Carvalho, 1967
- Desfolhada Portuguesa: Grande Prémio TV da Canção Portuguesa "Eurovisão 69", José Carlos Ary dos Santos, Nuno Nazareth Fernandes, João Hermógenes Barros, 1969
- Cancioneiro da revista - Afinal como é, Ary dos Santos, César de Oliveira, Rogério Bracinha; música Thilo Krasmann, Nuno Nazareth Fernandes, Joäo Vasconcelos, 1976.

## Ligações Externas
- http://escrita.blogspot.com/2003/02/entrevista-nuno-nazareth-fernandes.html
- Arquivos RTP | Programa: O que é Feito de Si Nuno Nazareth Fernandes? (1991)